# Diglossa sittoides
Diglossa sittoides е вид птица от семейство Тангарови (Thraupidae). Видът е незастрашен от изчезване.

## Разпространение
Разпространен е в Аржентина, Боливия, Колумбия, Еквадор, Перу и Венецуела.